# Kollegiatstift Unsere Liebe Frau (Eichstätt)

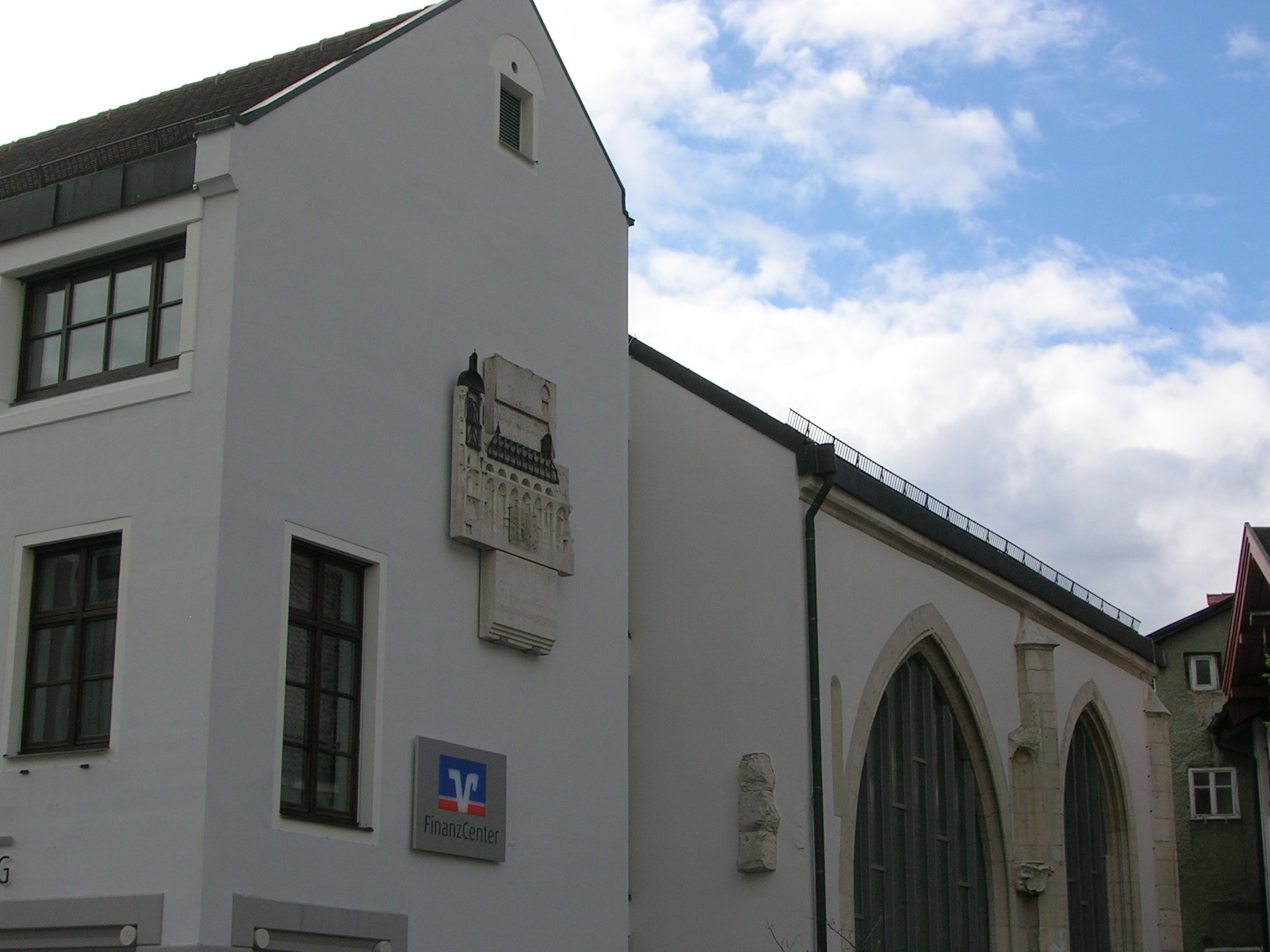
Rest der Kirche

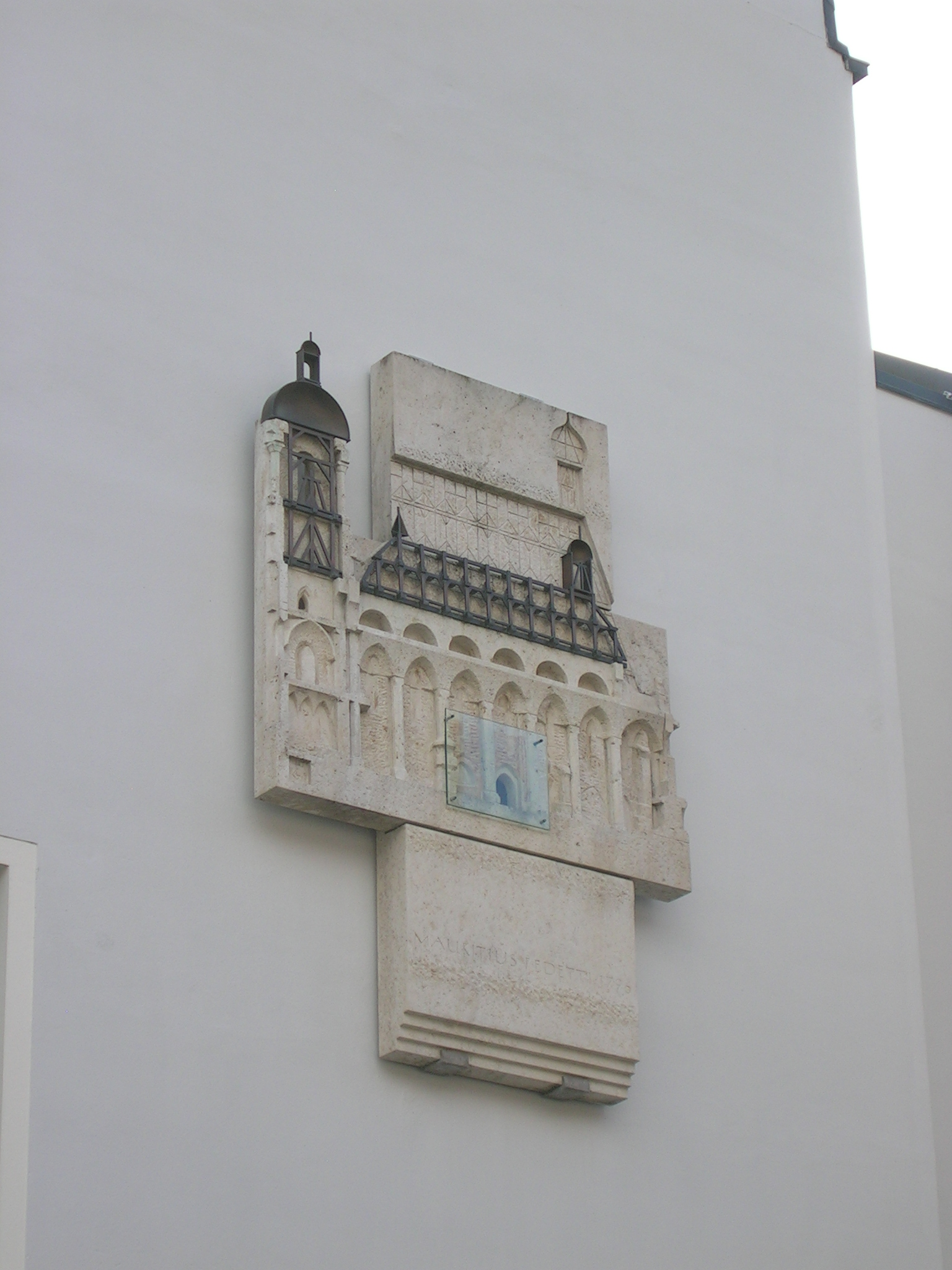
Erinnerungstafel an Kollegiatkirche

Die Kirche Unsere Liebe Frau zu Eichstätt war ein Kollegiatstift in Eichstätt in Bayern in der Diözese Eichstätt.

## Geschichte
Das Unserer Lieben Frau geweihte Kollegiatstift wurde 1318 durch den Eichstätter Domherrn Markwart von Hageln gegründet. Als Kirche diente eine etwa 300 Jahre vorher entstandene Marienkapelle, die ab 1472 durch einen größeren, bis 1546 fertiggestellten Neubau ersetzt wurde. Das Kloster wurde 1806 im Zuge der Säkularisation aufgelöst. 1808 wurde die Pfarrei dem Dom übertragen. Der Chor der profanierten Kirche wurde 1818 durch den Stadtbaumeister Jordan Maurer abgebrochen, die anderen Teile der Kirche in Häusern, teilweise im Münchner Palais Leuchtenberg, verbaut. Geringe Reste kamen 1983 beim Abriss der 1818 auf dem Gelände des Stifts entstandenen Häuser wieder zum Vorschein und wurden in ein an der Stelle neu gebautes Bankgebäude integriert.